# Stephen Lichtenbaum

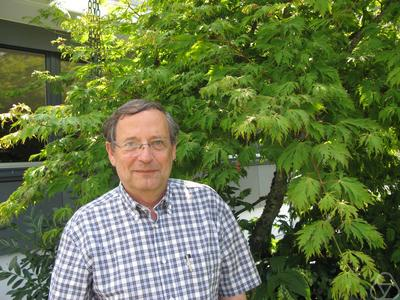
Stephen Lichtenbaum

Stephen Lichtenbaum (* 24. August 1939 in Brooklyn) ist ein US-amerikanischer Mathematiker, der sich mit algebraischer Geometrie, algebraischer Zahlentheorie und algebraischer K-Theorie beschäftigt.
Lichtenbaum studierte an der Harvard University (Bachelor-Abschluss „summa cum laude“ 1960), wo er 1964 promovierte (Curves over discrete valuation rings, American Journal of Mathematics Bd. 90, 1968, S. 380–405). Danach war er Lecturer an der Princeton University. Er war ab 1967 Assistant Professor an der Cornell University, wo er 1969 Associate Professor und 1973 Professor wurde. 1979 bis 1982 war er dort Vorstand der Fakultät. Seit 1990 ist er Professor an der Brown University, wo er 1994 bis 1997 der Fakultät vorstand. Er war unter anderem Gastwissenschaftler am Institute for Advanced Study (1973, 1984), der Universität Paris (VI, XI, VII, XIII), dem IHES (1974, 1977, 1982/83, 1987/88, 1997), dem MSRI (1987), dem Isaac Newton Institute (1998, 2002). Seit 2003 ist er zudem assoziierter Professor an der Universität Paris Chevalaret.
Nach ihm sind die Lichtenbaum Vermutungen (von etwa 1971) über den Zusammenhang der Werte der Dedekindschen Zeta-Funktion von Zahlkörpern an speziellen Stellen (negative ganze Zahlen) und algebraischer K-Theorie  benannt und nach ihm und Daniel Quillen diese verallgemeinernde Vermutungen über die Verbindung von algebraischer K-Theorie zu Étaler Kohomologie (teilweise wurden sie in den 1980er Jahren von Robert Thomason bewiesen, mit weiteren Fortschritten infolge der Arbeiten von Vladimir Voevodsky zur algebraischen K-Theorie).
1959 war er Harvard Putnam-Fellow. 1973/74 war er Guggenheim Fellow. Ab 1995 war er Mit-Herausgeber der Documenta Mathematicae. Er ist Fellow der American Mathematical Society.

## Verweise
1. ↑  Lichtenbaum On the value of zeta and L-Functions, Annals of Mathematics, Bd. 96, 1972, S. 338–360, Values of Zeta functions, Etale Cohomology and algebraic K-theory, in „Algebraic K-Theory  II“ Lecturenotes in Mathematics Bd. 342, Springer 1973

| Personendaten    | Personendaten                  |
| ---------------- | ------------------------------ |
| NAME             | Lichtenbaum, Stephen           |
| KURZBESCHREIBUNG | US-amerikanischer Mathematiker |
| GEBURTSDATUM     | 24. August 1939                |
| GEBURTSORT       | Brooklyn                       |